# Supercoupe de Belgique de football 1996
La Supercoupe de Belgique 1996 est un match de football qui a été joué le 22 janvier 1997, entre le vainqueur du championnat de division 1 belge 1995-1996, le FC Bruges et le finaliste de la coupe de Belgique 1995-1996, le Cercle Bruges, le FC Bruges ayant réalisé un doublé Championnat-Coupe la saison précédente.
Le FC Bruges remporte le match sur le score de 5-2, ce qui fait de cette édition la Supercoupe la plus prolifique en buts. C'est la huitième victoire du club dans cette compétition.

## Feuille de match
| Titulaires : |  |
| |  |
| GK Dany Verlinden · RB Olivier De Cock · CB Dirk Medved · CB Lorenzo Staelens · LB Vital Borkelmans 33e · RM Sven Vermant · CM Hervé Nzelo-Lembi 73e · CM Eric Addo 45e 51e · LM Björn De Coninck · RF Gert Verheyen 18e 77e · LF Joeri Pardo 73e · |  |
| Remplaçants : |  |
| CM Erwin Nies 73e · CF Tomas Danilevičius 73e 76e · RF Maxime Dhoore 77e · |  |
| Entraîneur : |  |
| Hugo Broos |  |

| Titulaires : |  |
| |  |
| GK Yves Feys · RB Dominique Vanmaele · CB Wim Kooiman 53e 64e · CB Alex Camerman 46e · LB Giovanni Dekeyser · RM Davy Cooreman · CM Björn Renty · CM Fabrice Staelens · LM Dimitri Delporte · RF Anthony Annicaert · LF Gábor Torma 17e 46e · |  |
| Remplaçants : |  |
| CB Joeri Sabbe 46e · CF Robert Skibsted 46e · CB Thierry Siquet 64e · |  |
| Entraîneur : |  |
| Rudy Verkempinck |  |

| Titulaires : |  |
| |  |
| GK Dany Verlinden · RB Olivier De Cock · CB Dirk Medved · CB Lorenzo Staelens · LB Vital Borkelmans 33e · RM Sven Vermant · CM Hervé Nzelo-Lembi 73e · CM Eric Addo 45e 51e · LM Björn De Coninck · RF Gert Verheyen 18e 77e · LF Joeri Pardo 73e · |  |
| Remplaçants : |  |
| CM Erwin Nies 73e · CF Tomas Danilevičius 73e 76e · RF Maxime Dhoore 77e · |  |
| Entraîneur : |  |
| Hugo Broos |  |

| Titulaires : |  |
| |  |
| GK Yves Feys · RB Dominique Vanmaele · CB Wim Kooiman 53e 64e · CB Alex Camerman 46e · LB Giovanni Dekeyser · RM Davy Cooreman · CM Björn Renty · CM Fabrice Staelens · LM Dimitri Delporte · RF Anthony Annicaert · LF Gábor Torma 17e 46e · |  |
| Remplaçants : |  |
| CB Joeri Sabbe 46e · CF Robert Skibsted 46e · CB Thierry Siquet 64e · |  |
| Entraîneur : |  |
| Rudy Verkempinck |  |